# Rufino (Argentina)
Rufino è una cittadina del dipartimento di General López della provincia di Santa Fe, in Argentina. È situata nell'estremo sud-ovest del territorio provinciale, presso il triplice confine con le province di Córdoba e Buenos Aires.

## Geografia
Rufino è situata a 425 km a sud-ovest del capoluogo provinciale Santa Fe, a 260 km a sud-ovest di Rosario e a 426 km ad ovest della capitale Buenos Aires.

## Storia
Fu fondata da Gerónimo Segundo Rufino nel 1886 lungo la linea ferroviaria che congiungeva Diego de Alvear a Villa Mercedes. Il governo della provincia riconobbe ufficialmente l'insediamento il 29 marzo 1889.

## Infrastrutture e trasporti

### Strade
Rufino è un importante snodo stradale poiché si trova presso l'incrocio tra la RN 7, che unisce Buenos Aires alla frontiera cilena, e la RN 33, che congiunge Rosario al porto di Bahía Blanca.